# Бигелоу (город, Миннесота)
Бигелоу (англ. Bigelow) — город в округе Ноблс, штат Миннесота, США. На площади 1 км² (1 км² — суша, водоёмов нет), согласно переписи 2002 года, проживает 231 человек. Плотность населения составляет 235,8 чел./км².
- Телефонный код города — 507
- Почтовый индекс — 56117
- FIPS-код города — 27-05644[1]
- GNIS-идентификатор — 0640150[2]